# Han-Hendrik Piho
Han-Hendrik Piho (* 24. April 1993 in Võru) ist ein estnischer Nordischer Kombinierer und Skispringer. Er nahm für Estland an den Olympischen Winterspielen 2014 teil.

## Karriere

### Nordische Kombination
Obwohl er noch nie im Weltcup der Nordischen Kombination zum Einsatz gekommen ist, durfte er an den nordischen Skiweltmeisterschaften 2011 in der norwegischen Stadt Oslo teilnehmen. Im Einzel von der Großschanze belegte er den 50. Platz und gemeinsam mit Kail Piho, Karl-August Tiirmaa und Aldo Leetoja den 12. Platz im Team-Wettbewerb.
Am 3. März 2012 gab er beim Weltcup in Lathi sein Debüt für Estland im Weltcup der Nordischen Kombination. Bei seinem ersten Einsatz belegte er schlussendlich den 48. Platz und konnte dabei keine Weltcup-Punkte sammeln.
Seine ersten Weltcup-Punkte sammelte er in der Saison 2012/13. Beim Weltcup in der Ramsau am 15. Dezember 2012 belegte er nach dem Springen den 16. Platz und musste sich nach dem Langlauf mit dem 28. Platz und drei Weltcup-Punkten begnügen. Nachdem er schon zwischen 2010 und 2012 an allen drei nordischen Junioren-Skiweltmeisterschaften teilgenommen hatte, nahm er auch an den nordischen Junioren-Skiweltmeisterschaften 2013 in der tschechischen Stadt Liberec. Am 23. Januar 2013 beendete er das Springen auf den 13. Platz und konnte sich im anschließenden Langlauf über die 10 Kilometer noch die Bronzemedaille sichern.
Nach den Junioren-Weltmeisterschaften nahm er auch an den nordischen Skiweltmeisterschaften 2013 in italienischen Val di Fiemme teil. Im Gunderson-Wettbewerb von der Normalschanze konnte er mit den 33. Platz sein bestes Ergebnis erreichen. Während er mit Kail Piho im Team-Sprint von der Großschanze den zehnten Platz belegte, erreichte er gemeinsam mit Kail Piho, Karl-August Tiirmaa und Kristjan Ilves den elften Platz im Team-Wettbewerb von der Normalschanze. Am Ende der Saison belegte er im Gesamtweltcup mit insgesamt drei Punkten den 66. Platz.
Sein bisher bestes Ergebnis im Weltcup erreichte er am 5. Januar 2014 beim Weltcup in Tschaikowski. Nachdem er das Springen auf den 14. Platz beendete, verbesserte er sich im Langlauf noch auf den elften Platz. Die Saison beendete er auf den 49. Platz in der Gesamtwertung mit insgesamt 29 Punkten.
Nachdem er bei den Weltmeisterschaften im Jahr 2013 in allen vier Wettbewerben gestartet ist, startete er bei den nordischen Weltmeisterschaften 2015 im schwedischen Falun nur in zwei Wettbewerben. Im Einzelwettbewerb von der Normalschanze belegte er den 38. Platz und im Team-Wettbewerb belegte er gemeinsam mit Kail Piho, Kristjan Ilves und Karl-August Tiirmaa den zehnten und letzten Platz. Er qualifizierte sich für die Olympischen Winterspiele 2014 in der russischen Stadt Sotschi und wurde von den Eesti Olümpiakomitee auch nominiert. Im olympischen Gunderson-Wettbewerb von der Normalschanze belegte er den 43. Platz und von der Großschanze den 36. Platz.
Er nahm an den nordischen Skiweltmeisterschaften 2017 in der finnischen Stadt Lahti teil. Er startete erneut in allen vier Wettbewerben und konnte im Einzel von der Großschanze mit den 39. Platz sein bestes Einzelergebnis erzielen. Gemeinsam mit Kristjan Ilves belegte er im Team-Sprint den 12. Platz und gemeinsam mit Kail Piho, Karl-August Tiirmaa und Kristjan Ilves den neunten Platz im Team-Wettbewerb, Für die Olympischen Winterspiele 2018 in der südkoreanischen Stadt Pyeongchang konnte er sich nicht qualifizieren.

### Skispringen
In seiner Heimat nimmt er im Sommer an den Estnische Sommer-Meisterschaften im Skispringen teil und konnte bei den Estnische Sommer-Meisterschaften im Skispringen 2011 im Einzelwettbewerb den zehnten Platz und im Team-Wettbewerb gemeinsam mit Mats Piho und Kail Piho die Bronzemedaille gewinnen.

## Familie
Er ist der jüngere Bruder von Kaarel Piho, Kail Piho und Mats Piho. Sowohl Kaarel als auch Kail sind Nordische Kombinierer. Während Kaarel seine Karriere schon beendet hat, ist Kail genauso wie Han Hendrik noch aktiv. Mats Piho hat seine Skisprung-Karriere ebenfalls schon beendet.